# Radomir Božović
Radomir Božović, črnogorski general, * 27. marec 1915, † 22. marec 2000.

## Življenjepis
Leta 1941 je vstopil v NOVJ in KPJ. Med vojno je bil poveljnik 1. brigade, namestnik poveljnika Cankarjeve brigade, poveljnik 12. brigade, namestnik poveljnika 15. divizije in načelnik štaba iste divizije.
Po vojni je končal šolanje na Višji vojaški akademiji JLA. Upokojen je bil leta 1967.

## Odlikovanja
- Red narodnega heroja
- Red zaslug za ljudstvo
- Red bratstva in enotnosti